# Kaple svaté Máří Magdaleny (Nouzov)
Kaple svaté Máří Magdaleny je římskokatolická pseudogotická kaple v Nouzově, místní části obce Litíč. Kaple je v majetku obce Litíč.

## Historie
Kaple byla postavena v roce 1864. Oprava byla provedena v roce 2004.

## Okolí kaple
Za kaplí se nachází památník obětem 1. světové války.